# Weyl-Kammer
In der Mathematik ist die Weyl-Kammer (benannt nach Hermann Weyl) ein Begriff aus der Theorie der Lie-Gruppen. Weyl-Kammern werden bei der Definition positiver und einfacher Wurzeln benötigt, außerdem spielen sie eine zentrale Rolle in der Theorie der Gebäude.

## Definition
Sei {\displaystyle {\mathfrak {g}}} eine endlichdimensionale halbeinfache Lie-Algebra, {\displaystyle {\mathfrak {a}}\subset {\mathfrak {g}}} eine Cartan-Unteralgebra und {\displaystyle ({\mathfrak {a}},R)} das zugehörige Wurzelsystem.
Für eine Wurzel {\displaystyle \alpha \in R\subset {\mathfrak {a}}} bezeichne
{\displaystyle E_{\alpha }:=\left\{x\in {\mathfrak {a}}:\alpha ^{\vee }(x)=0\right\}\subset {\mathfrak {a}}}
die zugehörige Hyperebene in {\displaystyle {\mathfrak {a}}}.
Dann heißen die Zusammenhangskomponenten von
{\displaystyle {\mathfrak {a}}\setminus \cup _{\alpha \in R}E_{\alpha }}
die Weyl-Kammern des Wurzelsystems.

## Wirkung der Weyl-Gruppe
Die Weyl-Gruppe von {\displaystyle {\mathfrak {g}}} wirkt auf {\displaystyle {\mathfrak {a}}} und permutiert die Menge der Weyl-Kammern, d. h., die Wirkung der Weyl-Gruppe auf der Menge der Weyl-Kammern ist einfach transitiv und die Anzahl der Weyl-Kammern ist die Kardinalität der Weyl-Gruppe.
Der Abschluss einer Weyl-Kammer ist ein Fundamentalbereich für die Wirkung der Weyl-Gruppe auf {\displaystyle {\mathfrak {a}}}.

## Weyl-Kammern in symmetrischen Räumen
Es sei {\displaystyle X=G/K} ein symmetrischer Raum von nichtkompaktem Typ.
Dann sind alle {\displaystyle x} enthaltenden Flachs {\displaystyle F\subset X} von der Form
{\displaystyle F=exp_{x}({\mathfrak {a}})}
für eine abelsche Unteralgebra {\displaystyle {\mathfrak {a}}\subset {\mathfrak {p}}}. (Hier ist {\displaystyle exp_{x}\colon {\mathfrak {p}}\to X} die Exponentialabbildung in {\displaystyle x\in X} und {\displaystyle {\mathfrak {g}}={\mathfrak {k}}\oplus {\mathfrak {p}}} die Cartan-Zerlegung.)
Insbesondere lässt sich der Begriff der Weyl-Kammern auf Flachs in symmetrischen Räumen übertragen: Weyl-Kammern in {\displaystyle F} sind (per Definition) die Bilder der Weyl-Kammern in {\displaystyle {\mathfrak {a}}} unter der Exponentialabbildung.

## Beispiel
Es sei
{\displaystyle {\mathfrak {g}}=sl(3,\mathbb {R} )=\left\{A\in \operatorname {Mat} (3,\mathbb {R} ):\operatorname {Spur} (A)=0\right\}}
und
{\displaystyle {\mathfrak {a}}=\left\{\operatorname {diag} (\lambda _{1},\lambda _{2},\lambda _{3}):\lambda _{1}+\lambda _{2}+\lambda _{3}=0\right\}}.

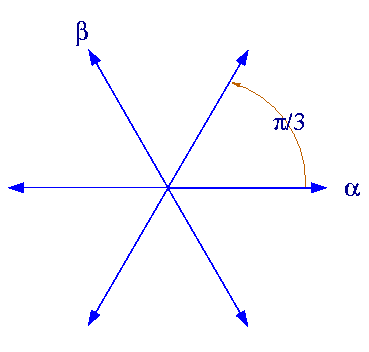
Wurzelsystem A_{2}

Das zugehörige Wurzelsystem besteht aus den sechs Wurzeln
{\displaystyle \alpha _{1}=\operatorname {diag} (1,-1,0)}
{\displaystyle \alpha _{2}=\operatorname {diag} (1,0,-1)}
{\displaystyle \alpha _{3}=\operatorname {diag} (0,1,-1)}
{\displaystyle \alpha _{4}=\operatorname {diag} (-1,1,0)}
{\displaystyle \alpha _{5}=\operatorname {diag} (-1,0,1)}
{\displaystyle \alpha _{6}=\operatorname {diag} (0,-1,1)},
entsprechend
{\displaystyle \alpha _{1}^{\vee }(\operatorname {diag} (\lambda _{1},\lambda _{2},\lambda _{3}))=\lambda _{1}-\lambda _{2}}
{\displaystyle \alpha _{2}^{\vee }(\operatorname {diag} (\lambda _{1},\lambda _{2},\lambda _{3}))=\lambda _{1}-\lambda _{3}}
{\displaystyle \alpha _{3}^{\vee }(\operatorname {diag} (\lambda _{1},\lambda _{2},\lambda _{3}))=\lambda _{2}-\lambda _{3}}
{\displaystyle \alpha _{4}^{\vee }(\operatorname {diag} (\lambda _{1},\lambda _{2},\lambda _{3}))=\lambda _{2}-\lambda _{1}}
{\displaystyle \alpha _{5}^{\vee }(\operatorname {diag} (\lambda _{1},\lambda _{2},\lambda _{3}))=\lambda _{3}-\lambda _{1}}
{\displaystyle \alpha _{6}^{\vee }(\operatorname {diag} (\lambda _{1},\lambda _{2},\lambda _{3}))=\lambda _{3}-\lambda _{2}}.
Die {\displaystyle E_{\alpha }} sind drei Geraden im zweidimensionalen Vektorraum {\displaystyle \alpha }, sie zerlegen {\displaystyle \alpha } in sechs Weyl-Kammern.
Die Weyl-Gruppe ist in diesem Fall die symmetrische Gruppe {\displaystyle S_{3}}, sie permutiert die sechs Weyl-Kammern.